# Melpa
Melpa (auch Medlpa, Hagen) ist eine in der Western Highlands Province von Papua-Neuguinea gesprochene Sprache der Trans-Neuguinea-Sprachen. Sprachcode nach ISO/DIS 639-3: med.
Die Sprache wird von schätzungsweise etwa 130.000 Menschen gesprochen (SIL 1991). Sie hat damit eine vergleichsweise große Bedeutung, auch über die Muttersprachler hinaus. Übersetzungen des Neuen Testaments existieren, auch wenn weniger als zehn Prozent der Sprecher in ihrer Muttersprache lesen und schreiben können. Fast alle Melpa-Sprecher verwenden auch die Verkehrssprache Tok Pisin und andere lokale Sprachen (Ek Nii u. a.).
Eine weitere Eigenheit von Melpa ist ihr binäres Zahlensystem:
| Zahl | Melpa              | Interpretation |
| ---- | ------------------ | -------------- |
| 1    | tenda              | (1)            |
| 2    | ragl               | (2)            |
| 3    | ragltika           | (2 + 1)        |
| 4    | tembokak           | (4)            |
| 5    | pömp tsi gudl      | (1 nach 4)     |
| 6    | pömp ragl gudl     | (2 nach 4)     |
| 7    | pömp ragltika gudl | (2 + 1 nach 4) |
| 8    | engak              | (8)            |
| 9    | pömp tsi pip       | (1 nach 8)     |
| 10   | pömp ragl pip      | (2 nach 8)     |

Die Melpa-Sprecher betreiben überwiegend Ackerbau. Hauptfeldfrüchte sind Süßkartoffel, Taro und Yams. Als Cash Crop ist Kaffee (Arabica-Kaffee) verbreitet.
Wie andere neuguineische Hochlandgruppen, gehören auch die Melpas verschiedenen christlichen Konfessionen an. Verbreitet sind Katholiken, Lutheraner und Adventisten. Die Melpa Lutheran Church hat sich von der Evangelisch-Lutherischen Kirche von Papua-Neuguinea abgespalten, ist allerdings nicht vom Lutherischen Weltbund anerkannt. Daneben existieren noch traditionelle Religionen.
Wesentliches Element der traditionellen Religion der Melpa ist der Glaube an Ahnengeister, die Geister verstorbener Familien- oder Klanmitglieder. Traditionelle Heiler haben auch die Funktion als Medium zwischen der Welt der Menschen und der Geister.